# اریک آندرس
اریک آندرس (انگلیسی: Eryk Anders؛ زادهٔ ۲۱ آوریل ۱۹۸۷) بازیکن فوتبال آمریکایی اهل ایالات متحده آمریکا است. وی از سال ۲۰۱۲ میلادی تاکنون مشغول فعالیت بوده‌است.
از باشگاه‌هایی که در آن بازی کرده‌است می‌توان به فوتبال کریمسن تاید آلاباما اشاره کرد.